# 克吕维耶-拉斯库尔
克吕维耶-拉斯库尔（法語：Cruviers-Lascours，法語發音：[kʁyvje laskuʁ]）是法国加尔省的一个市镇，属于阿莱斯区。该市镇于1790-1794年间由克吕维耶（Cruviers）和拉斯库尔（Lascours）合并而成。

## 地理
克吕维耶-拉斯库尔（44°0'14"N, 4°12'16"E）面积5.51 平方千米，位于法国奧克西塔尼大區加尔省，该省份为法国南部沿海省份，南端濒地中海，北起顺时针与阿尔代什省、沃克吕兹省、罗讷河口省、埃罗省、阿韦龙省和洛泽尔省接壤。
与克吕维耶-拉斯库尔接壤的市镇（或旧市镇、城区）包括：布夸朗和诺济耶尔、布里尼翁、马蒂尼亚尔格、内尔、圣塞赛尔-德戈济尼昂。
克吕维耶-拉斯库尔的时区为UTC+01:00、UTC+02:00（夏令时）。

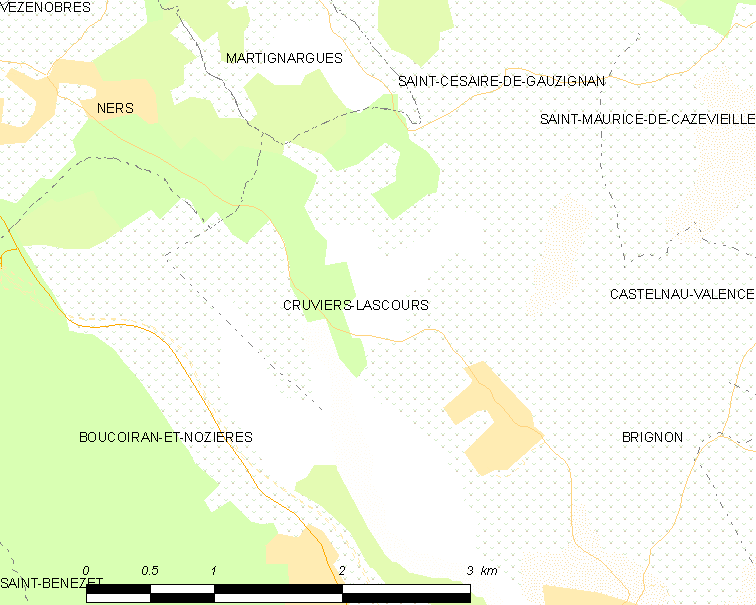
克吕维耶-拉斯库尔的OSM定位图

## 行政
克吕维耶-拉斯库尔的邮政编码为30360，INSEE市镇编码为30100。

## 政治
克吕维耶-拉斯库尔所属的省级选区为基萨克县。

## 人口

1962-2008年间克吕维耶-拉斯库尔人口变化图示

克吕维耶-拉斯库尔于2022年1月1日时的人口数量为703人。